# سكوت نيل
سكوت نيل (بالإنجليزية: Scott Neal)‏ هو ممثل بريطاني، ولد في 10 يونيو 1978 في المملكة المتحدة.

## وصلات خارجية
- سكوت نيل على موقع IMDb (الإنجليزية)
- سكوت نيل على موقع روتن توميتوز (الإنجليزية)
- سكوت نيل على موقع ألو سيني (الفرنسية)
- سكوت نيل على موقع أول موفي (الإنجليزية)
- سكوت نيل على موقع قاعدة بيانات الأفلام السويدية (السويدية)
- سكوت نيل على موقع قاعدة بيانات الفيلم (الإنجليزية)
- سكوت نيل على موقع كينوبويسك (الروسية)